# Трагедія євреїв у Товстому
Трагедія євреїв у Товстому - це жорстокі події, які відбувалися з євреями Товстого в період Другої світової війни. Ці події принесли багато жертв та втрат у селищі Товсте та його окрузі.
Голокост мав свої відмінності у різних країнах, що зумовлювалося багатьма факторами, проте результат був незмінним – вбивство.

## Єврейська община в Товстому напередодні Другої світової війни
Від середини XIX ст. до початку XX ст. Товсте вважалося єврейським містом. В архівних документах місцевого краєзнавчого музею  знаходиться детальний опис єврейської синагоги, зроблений місцевим істориком Ярославом Павликом. «Була побудована на початку 20 століття з каменю. У маленькій кімнаті молилися ремісники. Вдень був Хедер, де вчилися діти. Ліворуч був вхід до великої зали, посеред якої стояла кафедра, завішана лампами, в східній частині був Святий Ковчег. На другому поверсі молилися жінки. Стіни синагоги були завішані картинами: сцени з Тори. Вікна були прикрашені вітражами ».
Етнічний склад населення станом на 1938 рік становив: українців – 1842 чол., поляків – 1423 чол., євреїв – 2748 чол. , тому  єврейська громада відігравала значну роль у житті селища.  Вони вели активну економічну діяльність, займаючись ремеслами, торгівлею, орендою землі. На раніше запропонованій карті, крім будинків, видно ділянки землі, торгівельні лавки, якими володіли євреї. Серед них були купець Берл Глік, орендатор Гірша Шпіцер та багато інших.

## Організація Голокосту на території містечка Товсте в період німецької окупації

### Створення окупаційних служб правопорядку
Друга світова війна для Товстого та його мешканців розпочалася в перші дні липня 1941 р., коли до селища увійшли загони  угорської  армії, яка була союзником Німеччини у війні. Як свідчить у власних мемуарах місцевий лікар Барух Мільх, у дні перебування в містечку угорських вояків траплялися випадки мародерства, свавільного вимагання «контрибуцій», залучення до примусових робіт, приниження й насильства щодо місцевих мешканців, переважно щодо євреїв. Але про вбивства він не згадує. Більш того, угорські солдати у деяких випадках стримували погромників серед місцевого населення, які «під впливом нацистської пропаганди вважали євреїв причетними до більшовицьких репресій».
Окупанти  також демонстрували зневагу до релігійних почуттів євреїв – приміром, вони влаштували конюшню у приміщенні синагоги. Парох греко-католицької громади Товстого отець Антон Навольський вимагав, аби ті забрали коней зі святині, але безрезультатно.  Угорське військо знаходилося у Товстому до кінця серпня 1941року, водночас до містечка прибували німецькі військові підрозділи та окупаційна адміністрація.   Для наведення громадського порядку в Товстому-місті й навколишніх селах німецькою  владою було створено міську управу, сформовано осередки української поліції та єврейську службу порядку. Антисемітська політика нової адміністрації, перш за все, проявлялась у сегрегації єврейського населення.
Після свята Йом – Кіпур у серпні 1941 році з Чорткова до Товстого приїхали гестапівці і наказали організувати «Єврейську раду» (Юденрат) та службу порятунку, яка складалася  з розбишак, різників, конюхів, вантажників, яких ніби для комедії одягли в мундири й кашкети з Давидовою зіркою, а в руки дали грубі палиці. І то такою мала бути єврейська поліція. Було очевидно, що у технології «вирішення єврейського питання» певну роль нацисти відводять самим євреям.
Основне завдання, яке покладалося на  Юденрат, було відповідати за переміщення євреїв з невеликих населених пунктів у місця, де були створені гетто, за розміщення та облаштування в'язнів, а також за збір євреїв у разі їх виведення за межі гетто. Проте згодом їхні функції розширювалися, і вони несли відповідальність за все, що відбувалося всередині гетто, і за реалізацію адміністративних й економічних заходів, спрямованих німцями проти євреїв. Це включало забезпечення господарського життя і порядку, припинення контрабанди, забезпечення продовольством, призначення й розподіл працівників на примусові роботи, збір грошових коштів та контрибуцій, відбір кандидатів для праці у трудових таборах і виконання розпоряджень нацистів.
У перші місяці окупації серед мешканців Товстого ще жевріло сподівання, що «Єврейська рада»  спроможна виконати функцію самоврядування у спільноті євреїв та захистити їх від загроз, пов’язаних з війною та окупацією. На самому початку до складу Юденрату увійшли особи, котрі загалом користувалися авторитетом серед євреїв, такі приміром, як Якуб Фель та Барух Мільх. Головою ради було обрано Якуба Феля. Значну увагу очолювана ним організація приділяла гуманітарній діяльності. Однак вже навесні 1942 р. дії єврейської  взаємодопомоги були фактично паралізовані окупаційною владою.
       Силовим підрозділом Юденрату стала  «Єврейська служба порядку» (Ordnungsdienst),  службовців якої було наділено поліційними повноваженнями та озброєно гумовими кийками. Водночас на них було покладено функції, без яких у реальних тодішніх умовах важко було б обійтися: наприклад, збір коштів  для придбання  продуктів харчування для в'язнів гетто. Натомість Барух Мільх загалом негативно оцінює діяльність Юденрату у Товстому. Людей, котрі погоджувалися служити німцям, він характеризує як покидьків єврейської громади, ставлячи їх в один ряд з нацистами. Юденрат став у руках гестапо знаряддям мордування євреїв .
Подальший розвиток подій продемонстрував однозначно колаборантський характер Юденрату та його безсилля перед сваволею окупантів. Під впливом цих подій вийшов з його складу лікар Барух Мільх. Поступово «Єврейська рада» була деморалізована й перетворилася на маріонеткове знаряддя в руках окупаційної адміністрації та гестапо. Вона слухняно дублювала антиєврейські накази окупаційних влад: введення примусової праці, все більш жорстке обмеження свободи пересування, підприємницької діяльності, вільної торгівлі, вільного найму на роботу. Бойовики Ordnungsdienst спільно з українською поліцією проводили обшуки будинків, свавільне вилучення майна, побиття, арешти та депортації до трудових таборів. У середовищі колаборантів процвітало відверте здирництво, подвійна мораль та крайня жорстокість. Чи працівники юденрату були колабораціоністами та помічниками нацистської влади чи бранцями ситуації? Однозначної відповіді на це запитання дати неможливо, бо більшість членів юденрату призначала окупаційна влада, вона ж міняла склад установи, зазвичай після страти попереднього складу. Проте в будь-якому випадку очолювати юденрат означало виконувати накази нацистів.
Під впливом нацистської пропаганди, котра активно експлуатувала міф про «жидо-більшовицьку змову», місцеве населення краю було спровоковане до погромницьких акцій по відношенню до євреїв. Перший єврейський погром у Товстому та його околицях відбувся 6 - 7 липня 1941 року. На жаль, погроми та позасудові страти здійснювали або провокували активісти  щойно утвореної «Української народної міліції «Січ». Насильницькі акції переважно були спрямовані на родини, члени яких співпрацювали з радянською адміністрацією та НКВС. Великого погрому у самому містечку вдалося уникнути лише завдяки втручанню  окремих представників інтелігенції та духовенства, у першу чергу пароха УГКЦ отця Анона Навольського.  Мемуарист Барух Мільх свідчить, що він сам і директор місцевого банку також намагалися спам’ятати  погромників.
Один із товстенських євреїв, Берл Глік, у своїх спогадах описує цю драматичну ніч липня 41-го: «коли дійшла звістка, що селяни хочуть вчинити погром над євреями Товстого, Антон Навольський розставив на дорогах, що вели до міста, місцевих українців, на яких мав вплив, і вони не допустили вбивць».  Глік згадує також, що 7 липня Навольський цілий день ходив по містечку і підбадьорював сусідів – євреїв. Завдяки йому Товсте було, можливо, єдиним містом в радіусі багатьох кілометрів, де влітку 1941 року не дійшло до погромів.
Голокост спланували та організували нацисти, але до його реалізації було залучено чимало цілком звичайних людей. Серед співвиконавців антиєврейського насильства була частина цивільного населення польського та українського походження, зокрема, української допоміжної  поліції. Німецька окупаційна влада вміло використала міжнаціональну напругу, довела до ескалації конфлікту та масового насилля через створені на місцях органи правопорядку.

## «Акції зачистки» у містечку Товсте
У серпні 1941 року, після входження краю до дистрикту «Галичина», нацисти почали обмежувати єврейське населення у правах. Їм заборонялося володіти підприємствами, вільно займатися торгівлею, найматися на роботу та переїжджати у інші міста. На першому етапі окупації забезпечити “порядок” на окупованій території покликана була діяльність айнзатцгруп СД (Einsatzgruppen, оперативні групи), які, за домовленістю з армією, повинні були очистити міста та села від “небезпечних елементів та придушити партизанський рух у зародку”.  Пізніше до них приєдналися   представники поліції безпеки – зіпо (об’єднана структура гестапо та кримінальної поліції). У поляків та українців вимагали розірвати будь-які контакти з єврейським населенням. 
Водночас на окупованих землях України гітлерівці знищували євреїв, привезених сюди з інших країн[18, с. 169]. Великим тягарем і нещастям для Товстого стали євреї, примусово виселені з Угорщини. «Багато гнали їх в останню дорогу, згорблених та худих. То нами розчиняють тісто, - гірко казали жертви до селян, які мовчки стояли на тротуарах, мов на похороні. – А вами, якщо не зможете відстояти себе, як ми, зроблять заміс…» . До містечка, яке налічувало чотири тисячі мешканців, прибуло близько п'яти тисяч угорських євреїв. Їх не було де розмістити, тому вони заселювали підвали, горища, стайні, комори, синагогу.                                                                  
Мільх описує  випадок, який стався на околицях містечка Товсте. Угорці вивантажили кількасот євреїв й сказали, що цей населений пункт призначений  для поселення. Євреї пішли по хатах і побачили, що там живуть люди, зрозуміли обман. Були жнива, вдома лишалися переважно діти і хворі жінки. Почали просити хліба і води, але не знали мови й не могли порозумітися. Тоді самі дозволили собі щось узяти. Так виник конфлікт, який міг перерости у великий погром.  Барух, який віз хвору до лікарні, зумів владнати справу, користуючись знанням єврейської, німецької, української мов.
Після брутальних, жахливих злочинних принижень і вбивств галичанських євреїв, протягом літа та восени 1941 року нацисти почали створювати в Західній Україні єврейські гетто й примусово збирати туди єврейське населення. Одним із них було Товстенське гетто, воно проіснувало майже два роки — з березня 1942 до літа 1943, за цей період майже всі люди, що пройшли через нього, загинули або були депортовані  в табори смерті. У листопаді 1941 року місцева влада повідомила мешканців містечка про «обмеження місця побуту в Генерал-губернаторстві та введення кари смерті для жидів поза дільницею» . Такі заходи для євреїв мотивувалося тим, що вони начебто є найнебезпечнішими носіями інфекційних захворювань. Окрім мешканців містечка до нього депортували євреїв із Заліщик та навколишніх сіл.
На підставі аналізу свідчень очевидців можна припустити, що гетто було розташоване між спорудами римо-католицького костелу та руїнами синагоги, неподалік від ставка. Люди юрмилися тут у невеликих будинках, іноді чотири або п'ять сімей жили в одній кімнаті. Санітарні умови гетто  жахливі, у ньому розросталася епідемія тифу, їжі постійно не вистачало.
Євреям заборонялося ходити головними вулицями міста, щоб не стикатися з християнами. Від п'ятої години пополудні до восьмої ранку взагалі не можна було їм виходити зі своїх домівок. Воду потрібно було брати тільки з одної визначеної криниці. У разі невиконання цих застережень, загрожувала смертна кара. Нагляд за цим здійснювали юденрат, українська поліція та самі німці.
Крім того, до міста часто приїжджали гестапівці і робили ревізії в кожній єврейській оселі. Коли знаходили якісь товари, то забирали їх і жорстоко били, буцім за ведення спекуляції.
Опрацювавши  джерельну базу, можна виділити три основні великі «акції зачистки» у Товстому: перша - 27 серпня 1942р., за якої відбувалися масові вбивства, депортації євреїв до табору смерті у Белжець та інших таборів примусової праці; друга - 5 жовтня 1942р., коли мала місце велика акція в Товстому та навколишніх селах; третя - 27 травня 1943р., яка остаточно вирішила єврейське питання на території Товстого.
Перша велика «акція зачистки» євреїв у Товстому  мала на меті депортувати велику групу євреїв до табору смерті Белжець, де усі вони підлягали вбивству у газових камерах. 27 серпня німці наказали службі порядку Юденрату взяти участь у проведенні облави. В ході акції було схоплено 300 чоловік, яких конвоювали на залізничну станцію та помістили у залізничні вагони. Василь Тракало – письменник-публіцист, уродженець Товстого, у своєму романі «Колонія» описує нелюдські умови, у яких євреїв транспортували у табори смерті: «У такі хвилини, коли люди перепочивали, Климко з Йосипом підходили ближче до вагонів, звідки нерідко чули плач і стогін. То везли на захід жидів. Десь там їх знищували. Про цю нелюдську доктрину Гітлера хлопці наслухалися чимало. Шкода було людей. Особливо молодих файних дівчат, котрі просили рятунку чеською, мадярською, румунською мовами. Просили врятувати, переховати, простягали крізь загратовані вікна брудні руки із золотом і долярами. Гарно одягнені, ще не змарнілі від голоду, ці лікарі, вчителі, інженери з-за Карпат їхали на смерть. Хлопцям ставало лячно… А спробуй допомогти, якщо оголошення у місті коло управи наперед застерігає: «Хто переховуватиме жидів – смерть на місці!».
Менші акції потім неодноразово проходили найближчими місяцями, під час яких озброєні гестапівці оточували  єврейський квартал (їм допомагала служба порядку Юденрату та українська поліція), забирали людей з їхніх будинків. Ті, хто не були розстріляні на місці за опір чи намагався бігти, потім були зібрані і погружені на потяги для відправки в інші табори.
Барух Мільх свідчить, що в ході другої акції 1000 євреїв було депортовано до Белжеця, а 120-200 або більше було вбито в самому містечку. Приблизно такі ж цифри називає і Глік: 1200 осіб вивезено, біля 120 замордовано на місці[4,с.60]. Місто виглядало, як після погрому. Вікна йз двері єврейських будинків були розбиті. У ровах і городах виднілися засохлі калюжі крові і неприбрані трупи, такі знівечені, що їх годі було зідентифікувати. По вулицях бродили поодинокі євреї, розповідаючи один одному про свої втрати. Служба порядку підводами, ніби кавалки м'яса з бойні, звозила на цвинтар порозкидані по місті трупи. Нацисти, аби хоч трохи виправдати свої вбивства, часто ніби знаходили в кишенях замордованих євреїв комуністичні прокламації, які вони самі перед тим туди вкладали.
Із початку зими 1942 р. по весну 1943 р. тривали багаторазові нацистські облави, які мали на меті знищити єврейське населення у Товстому. Одного дня наказали всім євреям прийти з мітлами, лопатами, відрами і мильницями до урядової будівлі, нібито для того, щоб там навести порядок. Зразу ж певну
кількість осіб, яких хтось обстоював, відпустили додому. Решту, понад тисячу осіб, оточили на центральному майдані. З Чорткова приїхали гестапівці і групами по двадцять осіб, відбирали нібито для медичного обстеження. Цікаво, що було чути лише кілька пострілів і мало хто кричав, а ті люди пропали всі до одного впродовж половини дня. Правда, пізніше на подвір'ї казарми знайшли одну не надто велику могилу, в якій могло б уміститися від п'ятдесяти до ста трупів. Але, де пропало понад тисячу людей, ніхто не знає.
Берл Глік згадує події кінця 1942 року, коли до містечка прибули комендант окружної шуцполіції Сімон й есесівець Томанек. Машини стали з двох боків ґетто й замкнули його. У неділю біля ґетто було багато українців. Щоб не викликати серед них паніки, німці оголосили в церкві, що зараз буде стрілянина, але не треба боятися, бо це акція супроти євреїв, а з українцями нічого поганого не станеться. Погромники відкрили вогонь з усіх боків. Шукали криївок і, якщо десь когось знаходили, то розстрілювали на місці. Протягом 2-3 годин убили понад тисячу євреїв[4,с.62].
Жертвами репресій окупаційної влади навесні і влітку 1942 року, які тривали до середини 1943 року, стали 3700 розстріляних, 598 дорослих і 218 підлітків вивезено на примусові роботи до Німеччини. Розповідали, що серед небагатьох, хто врятувався в час масового розстрілу єврейського населення, «дивом вижив хлопчик Зейлик, якому куля попала в руку. Втративши свідомість, він впав у великий котлован, викопаний руками самих страчуваних. Вночі, прийшовши до тями, виповз з братської могили. Місцеві жителі пам’ятають, як у 60-х – 80-х роках по вулицях ходив однорукий листоноша з великою шкіряною сумкою для газет через плече ».
Протягом зими 1942-1943 рр. до гетто Товстого переміщали мешканців довколишніх міст, які вціліли під час попередніх «акцій». Михайло Гарбузяк, один з найстаріших мешканців м. Заліщики підтверджує, що 2500 євреїв під командуванням шуцкомісара Крігера розстріляли і таку ж саму кількість погнали до Товстого. У Товстому вже налічувалося вісім тисяч євреїв. «У нас поселилися люди з 15 містечок: Коломиї, Гвіздця, Городенки, Чернелиці, Заліщик, Язлівця, Чорткова, Ягольниці, Орішковець, Озерян, Кривча і Королівки. Товстенські євреї зазнали великої тісняви. Адже ще перед тим бракувало помешкань, бо будинки вбитих та виселених німці за невеликі гроші продали магістрату, а також місцевим селянам . Територію гетто постійно скорочували. Через недоїдання й антисанітарію в гетто поширилася дизентерія. Есесівці забирали хворих ніби для лікування, а насправді вивозили в ліс і там розстрілювали, а трупи спалювали. Декому з гетто вдалося вирватися, з цього пекла і переховуватися по селах, влітку – в лісах, взимку – в криївках і в льохах. Наш народ жалісливий і допомагав нещасним і знедоленим, хоча німці погрожували за це розстрілом.
Колишня жителька Городенки Антоніна Шнайдер-Шехтер, яка перебувала у гетто в Товстому згадує, що її мати, брат і вона опинилися у містечку взимку 1942 року.  Щоби врятувати дівчинку, мати  познайомилася з українцем, який готовий  був дістати фальшиві документи і відвезти її до іншого села, до свого двоюрідного брата. Впродовж декількох днів Тося вчила  катехизис та як поводити себе в церкві. Однак згодом мама захворіла на тиф й у віці 39 років померла від голоду і хвороби, залишивши четверо дітей. «Я також сильно захворіла на тиф і не пам'ятаю багато чого з того, що трапилося взимку. Мій брат завдячував моїм виживанням «диву з яєць»: один поляк, який жив недалеко від гетто, дізнався про нас і приніс нам яйця. То була практично єдина їжа, яку ми мали... Але більшим, ніж хліб насущний, було принесене ним світло людської доброти в цьому царстві темряви і відчаю ».
Третя велика «акція зачистки» єврейського населення у містечку відбулася 27 травня 1943 року. Це був період «остаточного вирішення єврейського питання». Товсте було одним з останніх міст у Східній Галичині, де пройшов процес повного знищення євреїв.
У травні 1943 року земля западалася й горіла під нашими євреями. Усе єврейське населення міста, беручи приклад з неморальних вчинків юденратівців, стало подібним до нього. Корупція, зрада, доноси, брехня, злодійство, проституція, картограйство та інші подібні "перли" стали звичною справою. Майже кожен хотів рятувати тільки себе. Але не завжди треба звинувачувати за гріхи і навіть злочини лише тих, хто їх допускає, а й тих, хто
це спричинює. Єврейська спільнота виглядала як горстка безпомічних людей на кораблі, що тоне. І тоді вчинялися негідні вчинки. Приреченим на загибель було не до моралі. Німці наказали позначити будинки, в яких залишилися євреї, зіркою Давида. Ніхто не мав сумніву в тому, що це мало полегшити їхнє затримання. Невідомо, що на той час сталося з першим головою «Юденрату» Якубом Фелем. Навесні 1943 «Юденрат» вже очолював інший голова – на прізвище Овреман. Він начебто був попереджений про день, коли мала б відбутися велика антиєврейська акція і повідомив про неї своїх близьких, наприклад швагра Арона Гертнера, і деяких сусідів, яким вдалося врятуватися. Натомість Барух Мільх, описуючи події по  гарячих слідах, був упевнений, що про акцію ніхто з євреїв не знав.
27 травня 1943 року керівництво акцією взяло на себе Чортківське гестапо. Брали в ній участь кількасот гестапівців, українських поліцаїв та єврейська «служба порядку». Всіх євреїв, яких вдалося затримати в ході облав (близько 3000 осіб), зібрали на міському майдані. Працездатних чоловіків вивели на місцевий цвинтар та примусили їх викопати кілька великих ям, які служитимуть євреям могилами. У другій половині дня, починаючи приблизно з 16-ї години, приречених до страти шикували по четверо і групами по 100 чоловік вели до  кладовища.  «Додаток Д». Марія Солтисюк, яка тоді жила у стрия, отця Антона Навольського, пам’ятає, що стрілянина та моторошні крики того дня лунали по цілому місті. Пам’ятає, як «на «окописько» гнали сім’ю аптекаря. Навольські були з ними у дружніх стосунках. В якийсь момент отець Антон зняв з голови капелюха і низько поклонився приреченим. На жаль, нічого більшого для них він не зміг зробити .
На цвинтарі євреїв роздягали, ставили на дошку, перекинуту через яму і розстрілювали всіх, не шкодуючи ані жінок, ані дітей. За свідченням жительки селища Ганни Горбаль, лише одному чоловікові вдалося врятуватися втечею. Наступного дня земля над могилами рухалася, кипіла кров’ю, яка текла яром аж до дороги. Ця страшна картина закарбувалася у пані Ганни назавжди. Того дня загинуло 3,5 тисячі євреїв. Вона згадувала, що в «дорогу на смерть супроводжував єврейський скрипаль на прізвище Стапп, який грав скорботну мелодію ». Серед уцілілих був Барух Мільх, який втратив у акції дружину та сина «Додаток Е». Глік, згадуючи 29 травня, пише, що «на вулицях лежала маса євреїв, яких розстріляли під час акції. Біля мого будинку лежав убитий др. Лянґольц, син Акіби Лянґольца. Юденрат послав єврейських поліцаїв та уцілілих, щоб вони зібрали з вулиці трупи і відвезли на цвинтар для поховання у братській могилі. Майже всі вулиці були залиті єврейською кров'ю, яка ще не висохла.   У липні 1943 року нацисти повідомили, що всі місцеві євреї були знищені.
Окупанти і ті, хто їм допомагав протягом двох з половиною років у Товстому, скоїли жахливий та моторошний злочин, замордувавши тисячі ні в чому невинних людей. «Акції зачистки» та гетто були основними заходами, пов’язаними з процесом знищення євреїв. Для окупаційної нацистської адміністрації так було легше здійснювати свої плани супроти єврейського населення.

## Допомога євреям у часи терору
Одна з понад двох тисяч історій українських праведників розповідає про Антона Навольського, який був настоятелем української греко-католицької церкви в 1930-1946 рр. у Товстому «Додаток Є». У своїх проповідях він закликав до братської любові та помочі тим, чиє життя в той час було під загрозою. Отець Антон переховував п’ятеро єврейських дітей, якими опікувався сам. Він зумів розмістити у вірних людей шестеро єврейських родин, яким допомагав продуктами та одягом. Пройшов час, і можна лише уявити, скільки небезпечної щоденної праці самого отця і вірних було покладено, щоб діти й дорослі євреї вижили. Також Улька Соммер, яку одного разу урятував Антон Навольський, пізніше свідчила, що  священник настановляв парафіян не потурати гітлерівським антисемітським акціям, а допомагати творити добрі справи, надаючи євреям допомогу.   
Невідомо, скільки євреїв загалом урятував о. Навольський під час війни, але його зусилля були формально визнані написом «Праведник народів світу»  на меморіальній стіні в Яд Вашем в Ізраїлі.
У своїй книзі «Кров не просохла» Берл Глік згадує про власний порятунок місцевим поляком Владиком Остропольським 23 травня 1943 року. Він зробив під власною хатою замасковану криївку. «Аби застерегти себе від будь-якої підозри, відкрив у своїй кімнаті вікно, замкнув вхідні двері і пішов до міста вивідати, що там діється. Незабаром повернувся і сказав, що акція в Товстому дійшла свого апогею. Євреїв з будинків виганяють на ринковий майдан, який охороняють українські поліцаї. О третій годині погромники вибрали біля  40 сильних чоловіків і послали їх на єврейський цвинтар копати могили. Обіцяли, що якщо будуть добре працювати, то їх відпустять. Потім з Чорткова приїхали гестапівці. Євреїв виводили з ринку групами по 100 осіб на цвинтар, де їх розстрілювали».
Барух Мільх розповідає про німця Пауля Фрідріха, який керував шістьма фільварками на околицях Товстого. Був це чоловік надзвичайно добрий, справжній друг євреїв. Він мав дуже добрі стосунки з юденратом і допомагав усім, як тільки міг. Завдяки йому євреї завжди наперед знали, що з ними може статися. Фрідріх добився виділення 1000 єврейських робітників до фільварків та видав їм посвідчення, які гарантували працю і хоча б якусь безпеку.